# Våld i mörker

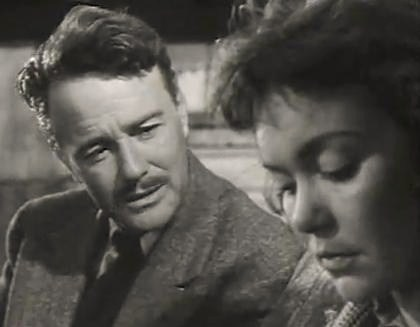
Lew Ayres och Jane Wyman.

Våld i mörker är en amerikansk film från 1948 i regi av Jean Negulesco. Den är en filmatisering av Elmer Harris pjäs Johnny Belinda. Jane Wyman tilldelades både en Oscar för bästa kvinnliga huvudroll och en Golden Globe för sin tolkning av den dövstumma Belinda McDonald. Filmen var nominerad till ytterligare 11 Oscars. På grund av filmens skildring av våldtäkt och elakt skvaller var den kontroversiell på sin tid och utmanade den amerikanska produktionskoden.

## Rollista
- Jane Wyman - Belinda McDonald
- Lew Ayres - Robert Richardson
- Charles Bickford - Black McDonald
- Agnes Moorehead - Aggie McDonald
- Stephen McNally - Locky McCormick
- Jan Sterling - Stella McCormick
- Rosalind Ivan - Mrs. Poggety
- Dan Seymour - Pacquet
- Mabel Paige - Mrs. Lutz
- Ida Moore - Mrs. McKee
- Alan Napier - försvarsadvokat
- Barbara Bates - Gracie Anderson (ej krediterad)